# Alien Dogma
Alien Dogma fue un programa de radio musical presentado y dirigido por Kurry Caché, emitido por Radio 3 de Radio Nacional de España desde el 9 de septiembre de 2012 hasta el 28 de marzo de 2015 los sábados de 3 a 5 de la madrugada y luego en formato podcast a través de Radio 3 Extra desde el 10 de abril del mismo año hasta el 26 de agosto de 2016.
Alien Dogma se definió como «un proyecto sonoro para establecer comunicación inteligente con seres animados y entidades biológicas terrestres, o no». Para ello se utiliza como medio un espacio radiofónico que se alimenta de géneros electrónicos como dubstep, brostep, glitch hop, complextro breaks, trap o moombahton. 

## El proyecto
Durante la emisión se lanzan al espacio exterior mensajes integrados en el espectro sonoro del audio que conforma el programa utilizando una técnica avanzada de esteganografía. 
El proyecto se sirve de la red de antenas y repetidores de Radio 3 de Radio Nacional de España para disparar las autodenominadas «ondas Dogma». Esta información podría ser decodificada por cualquier forma de vida inteligente que recibiera las ondas de radio. En caso de éxito se produciría un encuentro cercano de segundo tipo, según la clasificación de Hynek. Se mantiene una constante retroalimentación con la audiencia mediante redes sociales «para detectar cualquier posible respuesta».